# Elżbieta Mieszkówna
Elżbieta (ur. przed 1154, zm. 2 kwietnia 1209) – księżniczka wielkopolska, księżna czeska, margrabina Łużyc Dolnych z dynastii Piastów.
Córka księcia wielkopolskiego Mieszka III Starego i prawdopodobnie jego pierwszej żony, Elżbiety, królewny węgierskiej. Żona księcia Czech Sobiesława II z dynastii Przemyślidów, następnie margrabiego Łużyc Dolnych Konrada II z Wettynów.

## Życiorys
Dokładna data urodzenia Elżbiety nie jest znana. Źródła nie podają, która żona Mieszka III Starego była jej matką. Ze względu na imię w literaturze naukowej jest uważana za córkę pierwszej żony, Elżbiety węgierskiej. Jako dziecko z pierwszego małżeństwa Mieszka III musiała urodzić się przed 1154. Część badaczy podaje, że Elżbieta przyszła na świat około 1152.
Około 1173/1174 została poślubiona przez Sobiesława II, księcia Czech od 1173. Małżeństwo to było elementem szerokiej polityki dynastycznej posiadającego liczne potomstwo Mieszka III. W efekcie zawartego porozumienia politycznego w 1176 polskie posiłki brały udział w wyprawie Sobiesława na posiadłości Babenbergów. W 1178 książę czeski Fryderyk obległ Pragę, w której przebywała Elżbieta. Po upadku stolicy księżna dostała się do niewoli, jednakże Fryderyk wspaniałomyślnie ją uwolnił. 27 stycznia 1179 Sobiesław poniósł klęskę w bitwie na przedpolach Pragi. Schronił się w zamku Skála, który po długim oblężeniu Fryderyk zdobył pod koniec 1179. Wówczas Piastówna wraz z mężem udała się na wygnanie, prawdopodobnie na Węgry. Wkrótce, 29 stycznia 1180, zmarł Sobiesław. Małżeństwo to pozostało bezdzietne.
Po owdowieniu Elżbieta nie wróciła do Polski. Najpóźniej w 1190 została wydana za Konrada, syna margrabiego Łużyc Dolnych Dedona. Po śmierci ojca w 1190 Konrad został jego następcą. O roli Piastówny na łużyckim dworze brak wiadomości. Z drugiego małżeństwa Elżbiety pochodziło troje dzieci: zmarły w dzieciństwie Konrad, Matylda, żona margrabiego Brandenburgii Albrechta II, oraz Agnieszka, poślubiona przez palatyna reńskiego Henryka, syna księcia Saksonii i Bawarii Henryka Lwa. W literaturze można spotkać się ze stwierdzeniem, że zmarła bezpotomnie.
Na początku 1209 w bitwie pod Lubuszem mąż Elżbiety pokonał wojska jej brata, księcia wielkopolskiego Władysława Laskonogiego. Przypuszcza się, że związane z tym przeżycia przyczyniły się do śmierci Piastówny. Rok później, 6 maja 1210, zmarł także Konrad.
Elżbieta została pochowana w nieukończonym jeszcze kościele Najświętszej Marii Panny w klasztorze Dobrilugk.

## Genealogia
| Bolesław III Krzywousty ur. 20 VIII 1086 zm. 28 X 1138 | Bolesław III Krzywousty ur. 20 VIII 1086 zm. 28 X 1138 |                                                    |                                                    | Salomea z Bergu ur. 1093–1101 zm. 27 VII 1144 | Salomea z Bergu ur. 1093–1101 zm. 27 VII 1144 |  |  | Almos ur. ok. 1075, zm. 1127 lub Stefan II ur. ok. 1101, zm. 1 III 1131 | Almos ur. ok. 1075, zm. 1127 lub Stefan II ur. ok. 1101, zm. 1 III 1131 |                                                    |                                                    | Przedsława ur. ?, zm. ? lub Adelajda ur. ?, zm. ? | Przedsława ur. ?, zm. ? lub Adelajda ur. ?, zm. ? |
|                                                        |                                                        |                                                    |                                                    |                                               |                                               |  |  |                                                                         |                                                                         |                                                    |                                                    |                                                   |                                                   |
|                                                        |                                                        |                                                    |                                                    |                                               |                                               |  |  |                                                                         |                                                                         |                                                    |                                                    |                                                   |                                                   |
|                                                        |                                                        | Mieszko III Stary ur. 1122–1125 zm. 13/14 III 1202 | Mieszko III Stary ur. 1122–1125 zm. 13/14 III 1202 |                                               |                                               |  |  |                                                                         |                                                                         | Elżbieta węgierska ur. ? zm. 21 VII zap. 1150–1154 | Elżbieta węgierska ur. ? zm. 21 VII zap. 1150–1154 |                                                   |                                                   |
|                                                        |                                                        |                                                    |                                                    |                                               |                                               |  |  |                                                                         |                                                                         |                                                    |                                                    |                                                   |                                                   |
|                                                        |                                                        |                                                    |                                                    |                                               |                                               |  |  |                                                                         |                                                                         |                                                    |                                                    |                                                   |                                                   |
|                                                        |                                                        |                                                    |                                                    |                                               |                                               |  |  |                                                                         |                                                                         |                                                    |                                                    |                                                   |                                                   |

|                              |                              | 1 Sobiesław II ur. 1128 zm. 29 I 1180 OO ok. 1173/1174 | 1 Sobiesław II ur. 1128 zm. 29 I 1180 OO ok. 1173/1174 | Elżbieta Mieszkówna (ur. p. 1154 zm. 2 IV 1209) | Elżbieta Mieszkówna (ur. p. 1154 zm. 2 IV 1209) | 2 Konrad II ur. ? zm. 6 V 1210 OO najp. 1190 | 2 Konrad II ur. ? zm. 6 V 1210 OO najp. 1190 |  |  |
|                              |                              |                                                        |                                                        |                                                 |                                                 |                                              |                                              |  |  |
|                              |                              |                                                        |                                                        |                                                 |                                                 |                                              |                                              |  |  |
|                              | 2                            |                                                        | 2                                                      |                                                 | 2                                               |                                              |                                              |  |  |
| Konrad ur. ? zm. p. 6 V 1210 | Konrad ur. ? zm. p. 6 V 1210 | Matylda ur. ? zm. 1255                                 | Matylda ur. ? zm. 1255                                 | Agnieszka ur. ? zm. 1 I 1248                    | Agnieszka ur. ? zm. 1 I 1248                    |                                              |                                              |  |  |

Opracowanie na podstawie: K. Jasiński, Rodowód pierwszych Piastów, Poznań 2004; K. Ożóg, S. Szczur (red.), Piastowie. Leksykon biograficzny, Kraków 1999; The Premyslids (ang.), genealogy.euweb.cz, [dostęp 2011-09-20]; The House of Wettin (ang.), genealogy.euweb.cz, [dostęp 2011-09-20].